# MOB3A
MOB3A (англ. MOB kinase activator 3A) – білок, який кодується однойменним геном, розташованим у людей на короткому плечі 19-ї хромосоми. Довжина поліпептидного ланцюга білка становить 217 амінокислот, а молекулярна маса — 25 464.
| 10         |  | 20         |  | 30         |  | 40         |  | 50         |
| ---------- |  | ---------- |  | ---------- |  | ---------- |  | ---------- |
| MSNPFLKQVF |  | NKDKTFRPKR |  | KFEPGTQRFE |  | LHKKAQASLN |  | AGLDLRLAVQ |
| LPPGEDLNDW |  | VAVHVVDFFN |  | RVNLIYGTIS |  | DGCTEQSCPV |  | MSGGPKYEYR |
| WQDEHKFRKP |  | TALSAPRYMD |  | LLMDWIEAQI |  | NNEDLFPTNV |  | GTPFPKNFLQ |
| TVRKILSRLF |  | RVFVHVYIHH |  | FDRIAQMGSE |  | AHVNTCYKHF |  | YYFVKEFGLI |
| DTKELEPLKE |  | MTARMCH    |  |            |  |            |  |            |

A: Аланін

C: Цистеїн

D: Аспарагінова кислота

E: Глутамінова кислота

F: Фенілаланін

G: Гліцин

H: Гістидин

I: Ізолейцин

K: Лізин

L: Лейцин

M: Метіонін

N: Аспарагін

P: Пролін

Q: Глутамін

R: Аргінін

S: Серин

T: Треонін

V: Валін

W: Триптофан

Білок має сайт для зв'язування з іонами металів, іоном цинку. 